# Жашківський провулок
Жа́шківський прову́лок — зниклий провулок, що існував у Подільському районі міста Києва, місцевість Пріорка. Провулок пролягав від Маломостицької до Жашківської вулиці.

## Історія
Провулок виник, ймовірно, наприкінці XIX — на початку XX століття, мав назву Глухий. Назву Жашківський (від Жашківської вулиці, що пролягає поруч) провулок отримав у 1950–60-х роках. Ліквідований у зв'язку зі зміною забудови на початку 1980-х років.